# Clay County (Texas)
Clay County je okres ve státě Texas v USA. K roku 2010 zde žilo 10 752 obyvatel. Správním městem okresu je Henrietta (Texas). Celková rozloha okresu činí 2 890 km².